# Кристиан Дитлев фон Ревентлов (1671 – 1738)
Кристиан Дитлев фон Ревентлов (на немски: Christian Detlev Graf von Reventlow; * 21 или 26 юни 1671 в Хадерслебен, Северен Шлезвиг; † 1 октомври 1738 в Толозе на остров Зеланд) е граф, благородник от род Ревентлов от Шлезвиг-Холщайн и датски и императорски генерал и дипломат, и по-късно кралски главен президент в град Алтона.
Той е син на датския канцлер граф (от 1673) Конрад фон Ревентлов (1644 – 1708) и първата му съпруга Анна Маргарета фон Габел (1651 – 1678), дъщеря на влиятелния шатхалтер граф Кристофер фон Габел (1617 – 1673) и Ермегаард Баденхаупт († 1699). Баща му се жени втори път 1 май 1681 г. за София Амалия фон Хан (1664 – 1722) и той е полубрат на Анна София фон Ревентлов (1693 – 1743), омъжена на 4 април 1721 г. в Копенхаген за датския крал Фредерик IV (1671 – 1730) и е коронована за кралица.
Кристиан Дитлев фон Ревентлов започва военна кариера. Бие се против Швеция и през Войната за испанското наследство. От 1702 г. той командва датска помощна войска в Италия. Влиза като фелдмаршал-лейтенант в австрийската войска. Раненн е 1705 г. в битката при Калцинато. През 1709 г. той напуска австрийската войска като генерал-фелдцойгмайстер и се връща в родината си. През 1709 г. той е генерал-лейтенант в кралската датска сухопътна войска. След това той става амтман в родния си град Хадерслебен (Хадерслев). Той управлява успешно и кралят го прави на 16 март 1713 г. главен президент на град Алтона. Тази служба той напуска през 1732 г. заради неудобрението на жителите.

## Фамилия
Кристиан Дитлев фон Ревентлов се сгодява за Анна Кристиана Гилденлове (* 1676, Копенхаген; † 11 август 1689), дъщеря на датския крал Кристиан V (1646 – 1699) и София Амалия Мот (1654 – 1719). Тя умира на 13 години без да се оженят.
Кристиан Дитлев фон Ревентлов се жени 1700 г. за Бенедикта Маргарета фон Брокдорф (* 1678, Копенхаген; † 7 юни 1739, Толозе), малката дъщеря на Кай Бертрам Брокдорф-Клеткамп (1619 – 1689) и втората му съпруга Хедвиг Ранцау (* 1650). Те имат единадесет деца, между тях:
- Конрад Детлев фон Ревентлов (* 23 юли 1704, Франкфурт; † 24 юли 1750), женен на 20 ноември 1731 г. в Алтона за принцеса Вилхелмина Августа фон Шлезвиг-Холщайн-Зондербург-Пльон (* 17 ноември 1704,; † 16 март 1749), сестра на зет му херцог Фридрих Карл фон Шлезвиг-Холщайн-Зондербург-Пльон, дъщеря на принц Кристиан Карл фон Шлезвиг-Холщайн-Зондербург-Пльон (1674 – 1706)
- Кристиан Дитлев Ревентлов (* 10 март 1710; † 30 март 1775), женен I. на 12 февруари 1737 г. за Йохана София Фредерика фон Ботмер (* 25 август 1718; † 17 април 1754), II. на 7 август 1762 г. за графиня Шарлота Амалия Холщайн-Ледреборг (* 27 юни 1736, Копенхаген; † 13 юни 1792, Хумелтофте); от първия брак той има седем деца
- Кристина/Кристиана Армгард фон Ревентлов (* 2 май 1711, Копенхаген; † 6 октомври 1779, Пльон), омъжена на 18 юли 1730 г. в Копенхаген за херцог Фридрих Карл фон Шлезвиг-Холщайн-Зондербург-Пльон (* 4 август 1706, Зондерборг; † 18 октомври 1761, Травентал)